# Круг спасения Дона
Круг спасения Дона (рус. дореф. Кругъ Спасенія Дона, 1918 г.) — выборное народное собрание казачьей войсковой общины, восстановленное на своих землях донских казаков во время Гражданской войны на Дону, по типу старинной формы казачьей самоорганизации (Круг, Рада).

## Организация и деятельность
В апреле 1918 года была упразднена Донская советская республика. Административная власть перешла к Временному Донскому правительству, военная — к походному атаману генерал-майору П. Х. Попову.
С 28 апреля (11 мая) 1918 по 5 (18) мая 1918 года в городе Новочеркасск состоялось Общее собрание членов президиума Временного донского правительства и делегатов от станиц и войсковых частей, которое организовало «Круг спасения Дона».
- 28 апреля — избран президиум Круга спасения Дона: председатель — полковник Г. П. Янов, товарищи председателя — В. Н. Светозаров (будущий заведующий народным просвещением) и есаул Ф. И. Бабкин.
- 29 апреля — обсуждались вопросы организации на Дону постоянной казачьей армии для борьбы с большевиками и установление новых законов.
- 30 апреля — приняты постановления об образовании трёх комиссий для обследования разорённых красногвардейцами станиц и отделений банков.
- 1 мая — принято постановление о созыве Большого войскового круга. Постановили об учреждении военных наград и о форме одежды военных чинов и чиновников. Были учреждены знак военного ордена (Георгиевский крест с гербом Донского войска) и памятный знак-жетон Круга спасения Дона. С докладом «О положении на Дону и перспективах будущего устройства края» выступил П. Н. Краснов, который призвал создать самостоятельное государство-республику «Всевеликое войско Донское».
- 2 мая — рассмотрены проблемы организации власти на местах (восстановлена власть окружных, станичных и хуторских атаманов, милиции и судов). Вышли постановления о возврате к «старому» летосчислению и о сохранении на службе «певческого и музыкального хоров».
- 3 мая — организована областная власть на время до созыва Большого войскового круга. Войсковым атаманом избрали генерал-майора П. Н. Краснова («107 голосами, против 13 при 10 воздержавшихся»), которому до созыва Большого войскового круга вручили всю полноту власти, а походного атамана генерал-майора П. Х. Попова произвели в чин генерал-лейтенанта. Приняли постановление о проведении мобилизации казаков во всех округах (переписей с 1916 по 1912).
- 4 мая — приняты Основные законы Всевеликого войска Донского (утверждён донской флаг, герб и гимн), создано правительство («Совет управляющих отделами», председатель — генерал-лейтенант А. П. Богаевский, впоследствии — генерал-лейтенант П. Х. Попов).
- 5 мая — выступил войсковой атаман П. Н. Краснов[2].

Постановления Круга спасения Дона были утверждены Большим Войсковым Донским Кругом (вместе с созданием Всевеликого войска Донского) в сентябре 1918 года.
15 февраля 1919 года генерал Краснов был вынужден уйти в отставку, на должность атамана был избран Африкан Петрович Богаевский.

## Известные члены и организаторы Круга
- Бабкин, Фёдор Иванович (1887—1920)
- Коноводов, Иван Никитич (1885—1967)
- Краснов, Пётр Николаевич (1869—1947)
- Попов, Пётр Харитонович (1867—1960)